# 亲爱的，别！
《亲爱的，别！》（英語：Honey Don't!）是2025年上映的推理喜剧片，由伊森·柯恩执导，伊森与妻子特里西娅·库克共同编剧，伊森夫妇与罗伯特·格拉夫、Working Title Films的提姆·畢文及艾瑞克·費納联合制片。本片为伊森夫妇“女同性恋B級片三部曲”的第二部，前作为2024年上映的《出走俏娇娃》。电影讲述小镇私家侦探霍妮·奥多纳休调查与神秘教会相关的连环死亡事件。
电影入选第78屆坎城影展“午夜放映”非竞赛单元，2025年5月24日首映，同年8月22日在北美上映。

## 演员
- 瑪格麗特·庫利 饰 霍妮·奥多纳休（Honey O'Donahue），私家侦探
- 奧布瑞·普拉扎 饰 MG，警察
- 克里斯·埃文斯 饰 德鲁（Drew），邪教头目
- 查理·戴 饰 警探
- 比利·艾希纳（英语：Billy Eichner）
- 加比·比恩斯（英语：Gabby Beans）
- 塔莉雅·萊德
- 蕾拉·阿波娃
- 雅克尼尔（Jacnier）饰 赫克托（Hector）
- 克莉絲汀·康諾利
- 莉娜·霍尔（英语：Lena Hall）
- 唐·斯瓦泽（英语：Don Swayze） 饰 盖瑞（Gary）
- 乔什·帕夫切克（Josh Pafchek）
- 卡莱·布朗（英语：Kale Browne）
- 亚历山大·卡斯托尤（Alexander Carstoiu）
- 克里斯坦·安迪多米（英语：Christian Antidormi）
- 吉娜·麦克罗伊（英语：Kinna McInroe）

## 制片
2024年1月，消息指瑪格麗特·庫利、奧布瑞·普拉扎和克里斯·埃文斯将参演电影。电影由伊森·柯恩与妻子特里西娅·库克共同编剧，为伊森夫妇“女同性恋B級片三部曲”的第二部，前作为2024年上映的《出走俏娇娃》，续作为《Go Beavers》。夫妇俩表示该片是黑色幽默片，风格类似于科恩兄弟早前作品，譬如《撫養亞利桑那》，惟本片加入科恩兄弟作品通常不会有的性内容。三部曲的剧本由科恩夫妇历时20年撰写。
2024年4月，演员阵容陆续公布，包括查理·戴、比利·艾希纳、加比·比恩斯、塔莉雅·萊德、蕾拉·阿波娃、雅克尼尔、克莉絲汀·康諾利、莉娜·霍尔、唐·斯瓦泽、乔什·帕夫切克、卡莱·布朗、亚历山大·卡斯托尤、克里斯坦·安迪多米和吉娜·麦克罗伊。
主体拍摄于2024年3月25日在美国新墨西哥州阿布奎基启动，同年5月23日杀青。

## 发行
电影入选第78屆坎城影展“午夜放映”非竞赛单元，2025年5月24日首映，同年8月22日在北美上映。